# Elisabeth van Selffs
Elisabeth van Selffs, de weduwe Van Bladel, was een slachtoffer van de heksenvervolging in Europa. Ze was tachtig jaar toen ze in Kasterlee bezweek tijdens de tortuur. Haar proces - ze werd in 1565 beschuldigd van hekserij - is een van de weinige die leidden tot een klacht tegen de gerechtsofficieren. De advocaat van de 'heks', meester Van Geel, stelde dat niet de aangeklaagde Elisabeth Van Selffs, maar haar aanklagers, die beroep hadden gedaan op waarzeggers en tovenaars zoals Steven Dinck, gemene zaak met de duivel hadden gemaakt.
Van Selffs werd in het bijzijn van de schepenen zo vreselijk toegetakeld door de Antwerpse beul, dat zij overleed. De beul nam geen verantwoordelijkheid: zijn verklaring was dat de duivel haar de nek had gebroken tijdens het verhoor. De kinderen van Elisabeth namen met die uitleg geen genoegen en legden klacht neer bij de Raad van Brabant. Tijdens het onderzoek kwam aan het licht dat Elisabeth de vreselijkste folteringen had ondergaan. De beul had haar gegeseld, aan de palei opgetrokken en haar zo erg mishandeld dat haar arm gebroken was. Hij had haar bovendien gedwongen urine van een koe te drinken.
De uitspraak van het hoge Brabantse gerechtshof is niet bekend.